# Éléonore d'Autriche (1582-1620)
L'archiduchesse Éléonore d'Autriche, née le 25 septembre 1582 et morte le 28 janvier 1620, était une princesse autrichienne faisant partie de la Maison de Habsbourg. Elle était la fille de l'archiduc Charles II d'Autriche-Styrie, le fils de l'empereur Ferdinand Ier, et de Marie-Anne de Bavière. Elle avait 13 frères et sœurs, parmi lesquels Anne et Constance de Pologne (épouses successives du roi Sigismond III Vasa) et Ferdinand II qui devint empereur des Romains en 1619.

## Biographie
Née à Graz, Éléonore d'Autriche présentait, comme tous ses frères et sœurs, la lèvre inférieure typique des Habsbourg . Elle était considérée comme intelligente mais d'humeur changeante et de santé fragile, surtout après avoir souffert de la variole dans son enfance.
Avec ses sœurs Gregoria Maximilienne et Marguerite, Éléonore était une épouse potentielle pour le futur roi Philippe III d'Espagne. Après l'envoi des portraits des trois sœurs à la Cour espagnole, elle n'a cependant pas été retenue, ceux-ci lui ayant préféré Marguerite . Par la suite, elle a été engagée dans divers projets de mariage avec plusieurs princes italiens mais ils n'ont jamais abouti.
Finalement, en 1607, accompagnée de sa sœur Marie-Christine qui revenait en Autriche après un mariage désastreux, Éléonore prit le voile et entra au couvent de Hall en Tyrol (Haller Damenstiftung) . Les deux nobles dames apportèrent 100.000 pièces d'or en tant que « dot spirituelle » à leur arrivée dans l'établissement. Éléonore y fut fort bien conseillée médicalement et sur le plan personnel par le médecin et polymathe  Hippolyte Guarinoni . Elle y mourut à l'âge de 37 ans après avoir passé ses dernières années aveugle. Éléonore fut enterrée à la Haller Jesuitenkirche, l'église jésuite de la ville.